# René Marie Andrieux
Pour les articles homonymes, voir Andrieux.
René Marie Andrieux, né le 16 février 1742 à Rennes (France) et mort (massacré) à Paris le 3 septembre 1792, était un prêtre jésuite français. Prêtre réfractaire il fait partie du groupe des ‘martyrs de la Révolution française’ et fut déclare bienheureux en 1926.  Liturgiquement il est commémoré (avec les autres martyrs) le 3 septembre.

## Biographie
Après des études secondaires au collège des jésuites de Rennes René-Marie entre au noviciat de la Compagnie de Jésus le 27 septembre 1761. L’année suivante les Jésuites sont bannis de France.  
Ordonné prêtre à Lyon en 1766 il se trouvait sept ans plus tard au séminaire de Saint-Nicolas-du-Chardonnet (février 1773). Il y est admis dans la communauté des prêtres de Saint-Nicolas quelques jours avant la suppression universelle de la Compagnie de Jésus, en 1773. 
En 1776, Andrieux est nommé supérieur du séminaire de Laon. En 1786, la communauté de Saint Nicolas du Chardonnet le choisit comme son Supérieur Général. De cette date il réside à Paris. 
Lorsque la constitution civile du clergé est adoptée par l’Assemblée nationale (12 juillet 1790) les autorités révolutionnaires de la ville tentent d’obtenir son adhésion, réalisant l’influence qu’Andrieux a sur le clergé. Il refuse cependant de prêter le serment constitutionnel (janvier 1791), et sa communauté lui emboîte le pas. 
Devenu ‘réfractaires’ Andrieux et ses prêtres sont arrêtés le 12 août 1792 et emprisonnés au séminaire Saint-Firmin. Avec de nombreux autres Andrieux est massacré, sans jugement, le 3 septembre 1792. 

## Vénération
René Marie Andrieux est béatifié par Pie XI le 17 octobre 1926 (avec les ‘Martyrs de la révolution française’). Les martyrs de la Révolution française sont liturgiquement commémorés ensemble le 3 septembre.